# Robert Ley
Pour le paquebot, voir Robert Ley (paquebot).
Pour les articles homonymes, voir Ley (homonymie).
Robert Ley, né le 15 février 1890 à Niederbreidenbach et mort le 25 octobre 1945  à Nuremberg, est un homme politique allemand, membre du NSDAP. Directeur du Front allemand du travail et Organisateur du parti nazi (Reichsorganisationsleiter), il s'est suicidé avant d'être jugé pour crimes de guerre.

## Jeunes années
Issu d'une famille d'agriculteurs ruinés, fils de Friedrich et Émilie Ley (née Wald), Robert Ley est le septième d'une fratrie de douze enfants. Marqué par la condamnation pour dettes de son père, il étudie la chimie aux universités d’Iéna et de Bonn en travaillant durant les vacances universitaires.
Lorsque la Première Guerre mondiale éclate, Ley s'engage comme volontaire dans l'armée allemande. Il est affecté durant deux années dans un régiment d'artillerie, avant de suivre une formation d'aviateur. En juillet 1917, son avion est abattu au-dessus de la France. Lors du crash, Ley est victime d'un traumatisme crânien et de multiples contusions aux jambes, nécessitant six opérations chirurgicales. Il en garde à vie un léger bégaiement et une certaine propension à la nervosité. Il est fait prisonnier par les Français et interné dans un camp à Châteauroux pendant deux ans et n'est libéré qu'en 1920.
Ley reprend ses cours à l'université et obtient un doctorat de chimie alimentaire. Il est embauché dans une filiale alimentaire du géant industriel IG Farben, à Leverkusen dans la Ruhr. En 1924, opposé à l'occupation française de la Ruhr, et présentant des positions ultra-nationalistes après avoir lu des extraits de la défense présentée par Hitler à son procès du Putsch de la Brasserie, il rejoint le NSDAP.

## Adhérent au NSDAP
Dès son adhésion, Ley a un rôle important non seulement dans l'implantation du NSDAP en Rhénanie, mais aussi dans la reprise en main du parti par Hitler après sa libération. Orateur, démagogue, il jouit à ces titres de la protection de Hitler contre ses subordonnés et ses concurrents au sein du parti. En 1925, Ley devient Gauleiter en Rhénanie et éditeur d'un journal, le Westdeutsche Beobachter, dont les attaques antisémites lui valent de multiples condamnations. En 1925, lors du débat, interne au NSDAP, sur l'opportunité d'exproprier les familles princières du Reich, il s'oppose aux choix politiques des frères Gregor et Otto Strasser, partisans de l'expropriation. Il se retrouve isolé parmi les Gauleiter du Nord du Reich et doit affronter leur hostilité. mais cette position fait de lui l'un des principaux soutiens à Hitler au Nord du Main.

## Reichsleiter du NSDAP et «Führer» du Front Allemand du travail
En 1931, invité par Hitler, il commence à fréquenter le groupe de Munich, groupe d'intimes de Hitler, qui forme le vrai centre du pouvoir au NSDAP. En décembre 1932, Gregor Strasser est démis de ses fonctions à la suite d'un différend avec Hitler, Ley lui succède alors en tant que Reichsorganisationsleiter (responsable de l'organisation du parti).
L'expérience de Ley acquise alors qu'il était à la tête de la région ouvrière de la Ruhr (Gauleiter) le rend populaire dans l'aile socialiste du parti nazi, même s'il définit le socialisme du NSDAP comme étant opposé à la pitié, ou proche du lien qui existe entre les soldats des tranchées.
Quand Hitler devient chancelier du Reich en janvier 1933, Ley le suit à Berlin : il participe à la restructuration des organisations ouvrières allemandes au printemps 1933. Après la promulgation de la loi du 19 mai 1933, les syndicats sont dissous pour être remplacés par le Front allemand du travail (Deutsche Arbeitsfront, DAF) et Ley est nommé Führer de cette nouvelle organisation. Cette loi est précisée le 20 janvier 1934. Proche de Hitler, il est associé aux campagnes de propagande dès 1934, notamment celle liée à la construction des autoroutes en mars 1934. 
Ley transforme le DAF en organisation totalement inféodée au parti, ce même avant la purge de 1934.
Sous sa tutelle, le Front du Travail devient non seulement l'administration la plus corrompue du Reich, mais aussi développe un discours révolutionnaire. Prévaricateur, Ley détourne à son profit des sommes très importantes issues à la fois des syndicats interdits, de la vente d'ouvrages dont il est l'auteur, du journal du Front du travail et s'octroie des salaires excessivement élevés. Il mène grand train, vit dans le luxe, est amateur de jolies femmes, habite de fastueuses demeures. Son mode de vie contamine celui de ses subordonnés, qui s'empressent de s'enrichir également par tous les biais possibles. Ils « s'achètent une immunité » en finançant l'embellissement des propriétés de la SS ou de proches de Hitler.
À la tête d'une organisation regroupant des centaines de milliers de membres et collectant de gigantesques masses d'argent par le biais de cotisations obligatoires, Ley jouit d'une autonomie et d'une impunité de fait. Il tente de prendre le contrôle de la production de la KdF-Wagen (future Volkswagen), dont le financement, organisé par son administration, constitue une manière de gruger les souscripteurs. 
Ley devient progressivement dépendant à l'alcool : en 1933, sa dépendance est déjà de notoriété publique, et en 1943, sous l'emprise de l'alcool, il se montre favorable à la mise en application de tous les moyens disponibles pour accroître la production de charbon.
Il encourage, parfois contre d'autres organes du parti, la création de centres de formation spécifiques, non seulement pour les futurs cadres de son organisation, mais aussi pour les Allemands membres du Jungvolk, organisation proposant l'encadrement des jeunes gens préalable à leur admission dans la Jeunesse hitlérienne. Ainsi, à partir de 1935, il organise les Ordenburgen, des centres de formation destinés à des jeunes gens âgés de plus de 25 ans, ayant suivi l'intégralité du cursus national-socialiste : jeunesses hitlériennes, armée, DAF. Conçus comme des « universités du parti », ces centres sont destinés à être la pépinière des futurs dirigeants du Reich. Néanmoins, le succès de ces écoles est mitigé car les critères de sélection sont jugés trop draconiens, et les élèves sont souvent recrutés parmi les fils des permanents du DAF. 
Une organisation satellite du front du travail, La Force par la Joie (Kraft durch Freude, en abrégé KdF), (prenant pour modèle une création antérieure de l'Italie fasciste : l'œuvre du doppolavoro) est créée et dirigée par Robert Ley pour être la vitrine sociale du parti nazi, destinée à organiser (voire embrigader) les sports et les loisirs des ouvriers allemands : elle fait construire des villages de vacances, dont le pharaonique complexe de Prora sur l'île de Rügen, et même des paquebots de croisière à classe unique et prix cassés, spécialement étudiés pour cet usage. 
Le plus célèbre est le Wilhelm Gustloff, au destin tragique, dont l'écrivain Günter Grass a évoqué la carrière dans son roman En crabe. Un second navire, navire-jumeau du Gustloff sera commandé et lancé par le KdF. Avec le manque de modestie qui le caractérise, Robert Ley fera en sorte que le grand navire (qui n'aura pas de carrière civile et sera utilisé comme navire hôpital, puis caserne flottante et transport de troupes ) porte son propre nom.

## Action durant le conflit
Chef du Front allemand du travail, il joue un rôle important : notamment, il prend le contrôle de la construction de logements dès le début des hostilités, puis, tente, à partir de l'automne 1940, de prendre le contrôle de la production de charbon dans le Reich, en plaçant l'un de ses proches ou en proposant une réforme des rémunérations des mineurs, tout en affirmant la nécessité de traiter durement les travailleurs étrangers travaillant dans le Reich, dont il partage la gestion avec Sauckel. Le 29 décembre 1942, sa seconde épouse Inge (1916–1942) se suicide par balles après une beuverie. 
Durant la guerre, il prononce de nombreux discours où il annonce, justifie et décrit les différentes modalités de la Shoah. Il est toujours applaudi.
En juillet 1944, il participe au déferlement de haine des membres du parti contre les responsables de la tentative d'attentat contre Hitler, et par extension contre les aristocrates et les militaires de haut rang.
À partir d'août 1944, il se montre favorable à la directive de Hitler qui ordonne d'ériger des fortifications le long des frontières du Reich, destinées à contenir l'invasion alliée. En effet, il a l'ambition de parvenir à contrôler l'ensemble des travaux de construction projetés.
À l'automne 1944, lorsque de nombreuses régions du Reich sont directement menacées, il suggère la mise en place d'une milice populaire, mais il est discrédité par Himmler, Bormann et d'autres chefs nazis.
Durant le mois de mars 1945, en accord avec Goebbels et certains Gauleiter des régions occidentales envahies, il propose la mise en place d'organisations de partisans, le Werwolf, puis celle de brigades de jeunes gens, armés de Panzerfaust, se déplaçant à bicyclette : l'objectif illusoire recherché est d'arrêter les divisions blindées alliées qui se dirigent vers le centre du Reich.

## Capture et suicide

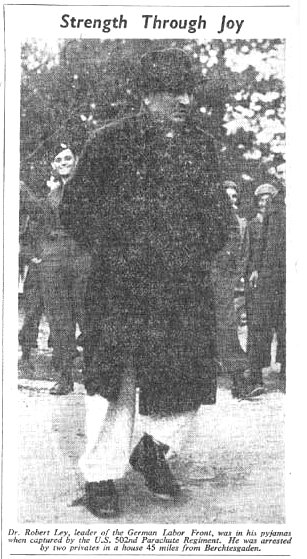
Robert Ley sous garde américaine en mai 1945 guerre mondiale, encore en pyjama lors de son arrestation.

À la fin de la guerre, Robert Ley change d'identité et prend le pseudonyme d'Ernst Dostelmaier. Il est cependant arrêté et confronté à des témoins qui le reconnaissent : il est incarcéré à Nuremberg. Le 25 octobre 1945, il est retrouvé pendu à la tuyauterie des toilettes de sa cellule au moyen d'une corde de fortune faite de lambeaux de serviette assemblés. Le psychiatre américain Douglas Kelley de Nuremberg est persuadé que Ley souffrait de démence : il fait alors envoyer son cerveau pour analyse dans un laboratoire du professeur Webb Haymaker qui confirme son hypothèse, mais celle-ci est par la suite infirmée par un autre laboratoire de San Francisco.